# تپه دالخونی
تپه دالخونی (۱) مربوط به دوران پیش از تاریخ ایران باستان است و در شهرستان باغ ملک، بخش مرکزی، [منطقه لران]] واقع شده و این اثر در تاریخ ۲۳ شهریور ۱۳۸۲ با شمارهٔ ثبت ۹۹۶۰ به‌عنوان یکی از آثار ملی ایران به ثبت رسیده است.